# Стеван Павловић
Стеван Павловић (Нови Сад, 13. март 1829 — Нови Сад, 6. фебруар 1908) био је српски правник, политичар, публициста, преводилац и председник Матице српске.

## Биографија

### Породица
Рођен је у породици сиромашног магистратског службеника.

### Образовање
Основну школу и ниже разреде гимназије завршио је у Новом Саду (1841—1845), а више разреде гимназије у Халашу, где је научио мађарски. У истом месту школске 1847/48. студирао је филозофију.
За време Револуције 1848-1849. године пребегао је у Србију, и на београдском Лицеју довршио студије филозофије (1849—50). Потом је у Бечу студирао право (1853—1857). Звање доктора правних наука и адвокатску диплому стекао је у Пешти.

### Правник
Радио је као канцелиста у адвокатској канцеларији Јована Суботића у Новом Саду. Када је Суботић изабран за поджупана Сремске жупаније, преузео је његову канцеларију.

### Политичар
Од почетка шездесетих година 19. века био је врло близак сарадник Светозара Милетића и активиста Српске народне слободоумне странке. У више наврата био је посланик Српских народно-црквених сабора (1869-1885) и угарског Сабора (1870-1871).
Спадао је међу најугледније чланове Народне странке, а због популарности у народу грађани Новог Сада су желели да га изаберу за градоначелника.
У два маха (1867—1868. и 1870-1872) уређивао је Милетићеву Заставу.
Када је на конференцијама у Будимпешти и Кикинди 1884. дошло до иступања нотабилитета, није се придружио тој струји, али је у начелу прихватио њихов програм. Признао је Аустро-угарску нагодбу из 1867. године.
Уз финансијску подршку патријарха Германа Анђелића и мађарске владе покренуо је 1885. лист Наше доба, у коме је заступао ставове супротне онима из времена када је био Милетићев саборац. Лист је уређивао и издавао до 1908. године.

## Матица српска
Фишкал Матице српске постао је 1867. године. Такође је био председник Матице (1880—1881) и председник њеног Књижевног одељења.

## Српско народно позориште
У Друштву за Српско народно позориште био је фишкал (1862—1870), члан Позоришног одсека (1866—1878) и начелник (1878—1881).

## Академик
Од 1883. био је дописни члан Српског ученог друштва, а од 1892. почасни члан Српске краљевске академије.

## Књижевни и преводилачки рад
Писао је стихове, текстове забавног и научног карактера, путописе, приповетке и романе.
Преводио је са латинског, немачког, француског и мађарског.
Одликован је Орденом Светог Саве.

## Последње године живота
Проказан као сарадник Беча и Пеште и издајник националних интереса Срба у јужној Угарској Павловић је старост дочекао у тешкој финансијској ситуацији. Субвенције које је добијао за издавање Нашег доба временом су смањиване и нису редовно исплаћиване.
Тада му је помогла Матица српска, која му је од 1904. до краја живота, исплаћивала новчану накнаду из „Фонда Атанасија Гереског”, намењеног „остарелим, осиромашеним и заслужним књижевницима“, имајући у виду само његове раније заслуге а не обазирући се на његово одметништво.

## Дела

### Књиге
- Реч уочи сабора народног (Нови Сад, 1861)
- Србски народни сабор у Сремским Карловцима године 1869 (Нови Сад, 1869)
- Беседа у спомен покојном Стевану Брановачком (Нови Сад, 1880)
- Мала поетика за школу и народ (Нови Сад, 1887)
- Јаков Игњатовић, српски књижевник, живот и књижевна радња му (Нови Сад, 1890)
- Сима Милутиновић Сарајлија: живот, књижевна радња и слика му (Нови Сад, 1893)
- Естетика или Наука о лепоти (Нови Сад, 1895)
- Јелисавета, аустријска царица и угарска краљица (Нови Сад, 1903)

### Преводи
С немачког
- Х. Чоке, Миліонеръ (Београд, 1851)

С латинског
- Квинт Курције Руф, Живот Александра Великог, цара македонског (Беч, I-II 1857, III 1861)
- Корнелије Тацит, Живот Кн. Јулија Агриколе (Загреб, 1859)

С француског
- О.Е. Пико, Срби у Угарској - њихова повесница, повластице, црква, политичко и друштвено стање, I-II (Нови Сад, 1882)